# エドマンド・バーク
エドマンド・バーク（英: Edmund Burke、1729年1月12日 - 1797年7月9日）は、アイルランド王国生まれのイギリスの政治思想家、哲学者、政治家。「保守思想の父」として知られる。フランス革命の源泉となったルソー主義を激しく非難し、1765年から1794年までイギリス庶民院（下院）議員を務めた。
アメリカ独立革命運動を支持し、反フランス革命の立場をとったので、彼はホイッグ党（後の自由党）の保守派派閥の中で率先者となった。彼はこれを「旧ホイッグ」と呼び、フランス革命支持派の「新ホイッグ」（チャールズ・ジェームズ・フォックスが党首でトーリー党と連立政権をなした）に反対した。
主著は1790年の『フランス革命の省察』であり、この本はロマン主義および保守主義のバイブルとされる。フランス革命を全否定して、ジャコバン派の完全追放のため、革命フランスを軍事力で制圧する対仏戦争を主導した。また文壇に出るきっかけとなった論文の『崇高と美の観念の起源』は、英国で最初に美学を体系化したものとして有名である。ここでは「崇高美」というひとつの美意識が定義されている。
政治家としては、絶対王政を批判し、議会政治を擁護した。特定の選挙区の有権者の利害を代表しない「一般代表」の理念を提唱した。文章家・演説家でもある。
バークは旧ホイッグの幹部を務めたとして、保守主義者ではなく古典的自由主義者に分類する説もある。

## 経歴

### 幼少期
1729年1月12日、アイルランド王国、ダブリンの法律家リチャード・バークの次男として生まれる。父は国教徒、母はカトリックであったが、当人は国教の洗礼を受ける。1744年、15歳でダブリンのトリニティ・カレッジに入学する。1748年に文学士の学位を得るが大学に残り、美学の研究を続ける。1750年、父の希望に従い、ロンドンの法学院ミドル・テンプルに入学する。

### 青年期
1756年に『自然社会の擁護』を発表、此著作はその後彼によって諷刺と語られてはいるが、人間の理性が立証する本性の明白な規則に対する信頼と、そこから逸脱した暴力に支えられた国家の本質によって起こる虐殺の歴史の記述は、政治家になった後の保守的な見解よりいささか無政府主義的と言えるほど自由主義的であった。1757年に『崇高と美の観念の起源』 を匿名で発表する。特に後者がサミュエル・ジョンソンに「真に批評に値するもの」と評価され、文壇に出る。この年にジェーン・ニュージェントと結婚する。1758年には出版人ロバート・ドズリー（en）と組むと、前年の世界情勢を記録・分析した年鑑『アニュアル・レジスター』（The Annual Register）を創刊し、約30年間にわたり編集に携わる。1759年、政治家ウィリアム・ジェラード・ハミルトンの秘書の仕事につくと、主にハミルトンの赴任先、ダブリンに滞在する。雇い主は1761年から1764年まで、アイルランド総督の第2代ハリファックス伯爵ジョージ・モンタギュー＝ダンクの首席秘書を務めていた。1764年にはジョンソンを中心に「ザ・クラブ」（のちの文学クラブ）が結成され、ジョシュア・レノルズ、オリヴァー・ゴールドスミスらとともに創設会員となる。

### 政治家として
1764年にハミルトンと決裂した後、1765年にホイッグ党の派閥の領袖ロッキンガム侯チャールズ・ワトソン＝ウェントワースの秘書となり、バッキンガムシャーから選出されて英国下院議員の座につく。
名誉革命以来、制限された諸権限を取り戻そうと国王ジョージ3世が「王の友」と呼ばれたトーリー党員たちと組む中、バークは1770年に『現代の不満の原因についての考察』により政党制の意義を説き、議会の王権からの独立、議会情報の公開を主張した。
植民地政策をめぐっては通商政策を重視すると、「アメリカに対する課税」「和解の提案」を記し、アメリカ植民地住民との和解を主張した。また、アイルランドのカトリック教徒を弁護し、経済と刑罰の規制緩和を訴えた。さらに、東インド会社による腐敗したインド統治を是正するため、インド法案の起草者となる。初代インド総督であるウォーレン・ヘースティングズに対しては1773年に不信を表明し、後には弾劾運動を率いて、自ら議員を引退する1794年まで続けた。
ブリストル選挙区から立候補した際には、近代民主制の代表制度における「一般代表」の観念で有名なブリストル演説をおこなっている。
55歳になる1784年、グラスゴー大学の学長に任命される。

### 対フランス革命
ロンドンの新聞が1789年7月14日のバスティーユ牢獄の襲撃を報じた7月18日、バークは既に60歳と当時は老齢と見なされる年齢に達していた。当初からフランス革命に対し否定的であり、そのことは1789年8月9日の手紙からもわかる。フランス革命への最初の言及を記録したとされる手紙には、次のように書いている。

バークがフランス革命を断固として拒絶するようになったきっかけは、ルイ16世をパリに引き戻すため 、1789年10月5日から6日にかけて暴徒化した市民がヴェルサイユへ進撃した出来事である（ヴェルサイユ行進）。同月10日、バークは息子リチャード宛ての手紙にこう記した。
また当時、まだ無名であったリチャード・プライス（哲学者、en）が名誉革命記念協会を代表してフランス国民会議に賛辞を送っており、バークはイギリス世論が同協会の意見と同一視されることに危惧を抱いていた。

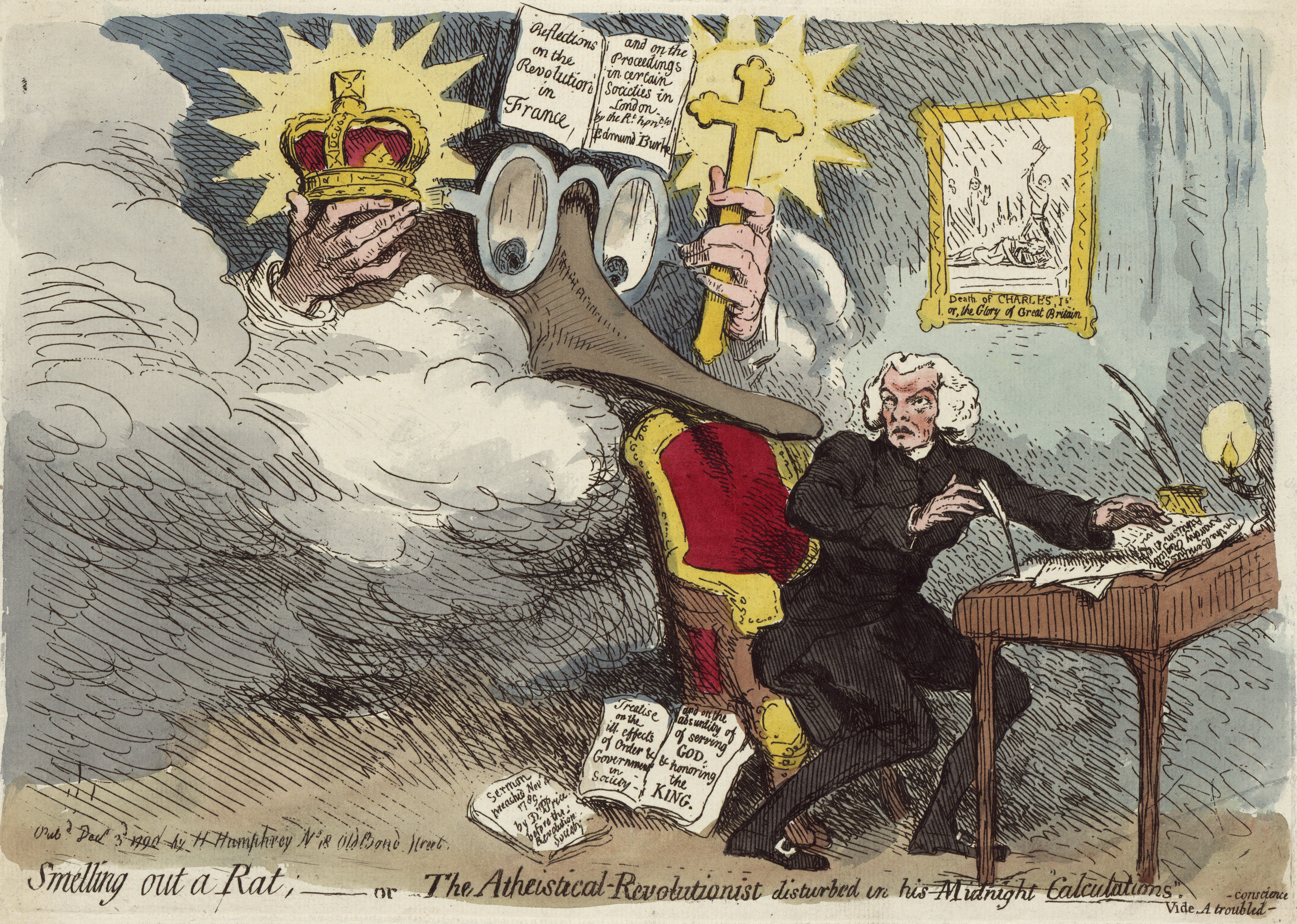
ジェームズ・ギルロイ作「ドブネズミを嗅ぎだす」

同1789年11月、バークは革命支持者であるフランス人青年シャルル＝ジャン＝フランソワ・デュポンから手紙を受け取る。バークは「私の言う危機的な言い回しは、すべて単なる疑問の表現として見なされるべきである。」と返答した。だが、付け足してもいる。「貴方がたは君主を倒したかもしれない。でも自由は奪回できていない」。さらに同年11月の『フランス革命の省察』上梓に至る経緯として、長文の手紙、返信第2信（1790年1月に）をしたためた時に読んだ、ユニテリアン牧師プライスの『祖国愛について』への反論を書き上げた。前出の『省察』の内容はフランス革命への批判、そして革命が以後どのような経過を辿るかの予見である。
初めて公に革命非難を行ったのは、1790年2月9日、軍隊の予算見積もりに関する国会の議論においてである。首相の小ピットやチャールズ・ジェームズ・フォックスがフランス革命を賞賛したことによって引き起こされた。
さらに1790年5月6日、英国下院でフランス革命の脅威を説いたので、この日を「政治的保守主義」ないし「近代保守主義」の生誕記念日とする者も存在する。『省察』出版後、1791年に「フランス国民議会の一議員への手紙」 を出し、バークはその中で「なるほど確かにフランス国民は主権者になったが、同時にいつ殺されるかわからない奴隷となった」として、フランスが無秩序状態になっていると批判した。
同1790年9月には政府への建白書「フランス革命情勢」 を提出すると、フランス国内に反革命勢力が存在するうちに英国はフランスに宣戦布告すべきであると主張した。1792年12月には「現在の情勢」を記し、ピットが革命後のフランスによる領土的侵略を警戒したのに対し、バークは英国の法と自由の崩壊ひいてはヨーロッパ文明の破壊という、フランス革命によるイデオロギー的侵略に重点を変更するよう警鐘を鳴らした。
バークはピットが指導する対仏戦争に「反革命の十字軍としての使命感」を求め、1796年の「国王弑逆者との講和（に反対する）」では〈同じ文化・同じ宗教・同じ法〉を共有しない者との講和は不可能であるとして、国家利益の見地から英国が模索するフランス革命政府との妥協に反対した。

### 晩年
1794年に議会を退き、ビーコンズフィールドに引退した。同年8月、溺愛していた息子リチャードと死別する。1797年初めからバースに転地療養するが、5月下旬にビーコンズフィールドに戻り、7月9日、私邸で病没、68歳。腸結核とされる。墓はなく、聖マリア教会の礼拝堂の身廊、会衆席の床下に妻、息子とともに埋葬された。

## 政治的見解
1756年に発表した『自然社会の擁護』では、此著作はその後彼によって諷刺と語られてはいるが、政治家としてのキャリアを始める前の彼は驚くべき事に、この著作に於いて、自然状態と対比した国家の血塗れの歴史を記述し、夫れは其本質が暴力に支えられていることに基づいており、ホッブズの人間の本質に関する恐ろしい見解は普通の人間の観察にではなく国家に於いて団結した人間の行為から派生すると機知に富む意見を述べてをり、政治家としての其後の見解より無政府主義的と言えるほど自由主義的であった。

### 哲学的骨格
バーク保守主義はフランス革命により提示された〈社会契約〉ではなく、〈本源的契約〉を重視する。多年にわたり根本的に保持してきたものの中に本源的契約の存在を見、その表れである祖先から相続した古来からの制度を擁護し、それを子孫に相続していくとする政治哲学である。この故に、自然的に発展し成長してきた目に見えぬ〈法〉（コモン・ロー）や道徳、あるいは階級や国家はもちろんの事、可視的な君主制度や貴族制度あるいは教会制度においても、ある世代が自分たちの知力において改変することが容易には許されない時効の憲法 があると看做す。
合法的な残虐を犯した元インド総督の弾劾演説（1788年）では、「国民の大半の利益に反する法には、道理を踏まえた制度という性質はなく、権威を持たない。なぜなら、いかなる政体においても、真の立法者は国民であるからである。（中略）法を究極的に基礎づけかつ動かすものは、国民の明示的ないし黙示的な合意である」として、適切かつ十分な人間の力と、国民に法的判断の権利や義務を持たせるための公正な憲法の必要性を説いた。
バークは一方でフランス革命を激しく非難し、他方では1688年の名誉革命を支持した。これは人民主権説による立場からの革命ではなく、イギリス古来の憲政政策原理（旧ホイッグ主義）に沿い、民族固有の所産であり、必然性（necessity）から起こった革命であって、革命がそれを保持したためである。1688年革命は王国の古来の基本的国家組織すなわち本源的契約を、国王の側から侵害したことに原因があり、その回復と保持に努めたとする。
バークはまたフランス革命に影響されたホイッグの同僚たちが支持する〈不可譲の人民主権〉説を批判する。すなわち人民主権説によれば、人民は、違反行為のあるなしにかかわらず王を処置しうる。人民は随意に、自らいかなる政体をも新たに設けうる。為政者は義務だけを負わされ何の権利ももたない。彼らの治政の存続期間は契約の固有の課題ではなく人民の意志次第である。また事実上〈社会契約〉がなされ、その拘束を受けるにしても、直接、契約に関わった人々だけが対象であって子孫には及び得ない。バークは〈社会契約〉のもつ契約性の欺瞞（ぎまん）をただし、〈本源的な契約〉とはそのようなものではないとする。
イギリス国民の個々が享受し相続してきた「自由」「名誉」「財産」は、この〈本源的な契約〉の擁護において、また、世代を超えて生命を得ている慣習・習俗や道徳の宿る〈中間組織〉（intermediate social-group）、例えば家族、ムラ、教会コミュニティ等の擁護によって守られると考える。これは社会契約論が唱え、仮想の自然権が必然として要求する種類の権利ではなく、現実のイギリスの歴史がおのずから形成してきた摂理である。しかし同時にヒューム倫理学の系譜にのっとり経験論の限界にも言及しており、歴史から道徳上の教訓を引き出すことの危険性について「歴史とは、注意を怠れば、我々の精神をむしばんだり幸福を破壊したりするのに使われかねない」とも述べている。
このようなバーク哲学において、人間の知力などというものは、祖先の叡智が巨大な山のように堆積している古来からの〈制度〉には及ばない、矮小で欠陥だらけのものとの考えがある。それゆえ「理性主義」、すなわちデカルト的な人間の理性への過信を根源的に危険視し、慎慮を提起する。言い換えれば、個々の人間を多くの間違いを冒す不完全な存在とみなす、謙抑な人間観に基づいている。
文明社会が人間の知力で設計されたものでない以上、仮に、文明の政治経済社会に人間の知力や理性に基づく「設計」や「計画」が参入すれば、その破壊は不可避となり、個人の自由は圧搾され剥奪されるとする。
- バーク哲学の主要概念は、慎慮、偏見・固定観念、取得時効、仮定、相続・世襲、法の支配、慣習、伝統、私有財産[注 15]などである。
- 逆にバークが断固として拒絶した概念は、平等、人権、人民主権、抽象、理性（裸の理性）、進歩、革新・刷新、民主制、人意・人間の意向、人間の無謬性[注 16]などである。

### 自然の摂理
同世代のスコットランド人アダム・スミスは、のちに彼の書籍『国富論』において「見えざる手」（an invisible hand）なる表現をもって著名となったが、無駄のない・合理的な摂理としての「社会のエコノミー」・「自然の成り行き」はバークにとっても重要な概念であった。
バークは、人間の文明社会は、〈幾世代にわたる無意識の人間の行為〉で形成されたものであっても、人間の知力で〈設計〉されてはいないと考え、その人間の行為と〈神の摂理〉との共同作業において開花し発展・成長した偉大なものが文明の社会だと把握していた（『イギリス史略』）。
バークにとって自由は英国の長きにわたる歴史の中で醸成されたものであり、国王大権と議会特権とのあらゆる嵐と抗争に耐えて維持されてきたのであった。自由は祖先から相続した財産であるがゆえに国家に対して不可侵権をもつのであり、けっして人権や自然権であるからではなく、自由を世襲の権利として正しく永続させ、聖なるものとして保持すべき筋道・方法として歴史上の経験から、世襲王制以外はないと考えた。
バークによれば、偏見は諸国民や諸時代の共同の銀行・資本であり、そこには潜在的な智恵が漲って（みなぎって）いる。その偏見はより永く続いたものであり、広く普及したものであるほど好ましい。各人が私的に蓄えた僅少な理性よりは、共通の偏見に従ったほうがよい。言い換えれば、偏見の衣を投げ捨てて「裸の理性」の他は何も残らなくするよりは、理性が折り込んである偏見を継続させる方が遥かに賢明であるという。偏見は火急に際しても即座に適用できる。あらかじめ精神を確固たる智恵と美徳の道筋に従わせ、決定の瞬間に人を懐疑や謎で不決断にしたり躊躇（ちゅうちょ）させない。偏見とは人の美徳をしてその習慣たらしめるもの、脈絡のない行為の連続には終わらせないものである。このように、バークの考える偏見は、迷信とは異なり、智恵と美徳をもたらし社会の熱狂を防ぐものである。
一方でバークの「社会のエコノミー」は現代の我々にとって受け入れがたい当時の社会現実を許容することを求めている。それは奴隷的階層の問題であり、社会的に固定された階層が「それが有益である」との結果論をもって肯定されてしまうイギリス功利主義の着想の限界もまた抱えている点である。『省察』においては「〈自然の有機的統一〉（social economy）ゆえに、早朝から夕闇に至るまで奴隷的で屈辱的でうす汚くて非人間的で、しかも健康に極めて有害で病気になりそうな無数の仕事を、多くの気の毒な人々が不可避的に運命付けられているのと同じように（修道士は聖歌隊を歌わせる以外に使い道のない怠惰な者にみえても）有益に使われているのです」としている。

## 各国への影響

### アメリカ合衆国
米国においては、コーク/ブラックストーンによる「法の支配」の法哲学が、アレクサンダー・ハミルトンらによって継承されていた。バーク哲学が本格的に流入したのは、1950年の朝鮮戦争の勃発に伴って、国を挙げて反共に思想武装するためであり、ラッセル・カークらに先導されて大ブームとなった。そして、1981年に大統領になったロナルド・レーガンは、反共反ソであっただけでなく、米国史上初めて〈バーク保守主義〉を信奉する大統領であった。

### 日本
日本に初めてバークを紹介したのは明治の元老で大日本帝国憲法起草者の一人の金子堅太郎である。金子はハーバード・ロー・スクール在学中にチャールズ・サムナー上院議員を通じてバークを知り、生涯にわたってバークの影響を受けた。1881年、金子はバークの『フランス革命の省察』と『新ウィッグから旧ウィッグへ』を抄訳し『政治論略』として元老院から刊行した。自由党のルソー主義への批判が目的であった。
ルソーを信奉する植木枝盛は、これに対して1882年、論文「勃爾咢（ボルク）ヲ殺ス」により反論した。
バークに関する研究が始まるのは第二次世界大戦後のことで、まずは小松春雄による研究、これに岸本広司が続き、日本においてもある程度の研究基盤ができた。また、イギリス保守主義を信奉した西部邁による紹介もあり、知名度が向上した。
一方、フランス革命を熱烈に支持し、トマス・ペインの信奉者である進歩的文化人の坂本義和は、反バークの立場から、バークの持論をまとめている。
なお、新渡戸稲造はその主著『武士道』の冒頭に、「ヨーロッパにおいてこれ〔武士道※〕と姉妹たる騎士道が死して顧みられざりし時、ひとりバークはその棺の上にかの周知の感動すべき讃辞を発した。いま彼れバークの国語〔英語※〕をもってこの問題についての考察を述べることは、私の愉快とするところである」と書き記している（※―引用者による加筆）。

### フランス
フランスにおいては、初のバーク主義者はトクヴィルであり、その主著『アメリカのデモクラシー』（1835年 - 1840年）の主概念「多数者の専制」はバークの概念を借用しているし、「平等」が国家と社会を解体していき、反転して全体主義体制に至るとのトクヴィルのモチーフは『フランス革命の省察』そのものである。

### その他
王皇支配主義者としては、ドイツにはゲオルグ・ヘーゲルがいた。バーク哲学が事実上まったく導入されなかったのは、ドイツとロシアである。

## 著作

### 原著
- A Vindication of Natural Society (1756)
- A Philosophical Enquiry into the Origin of Our Ideas of the Sublime and Beautiful (1757)
- An Account of the European Settlement in America (1757)
- The Abridgement of the History of England (1757)
- Annual Register editor for some 30 years (1758)
- Tracts on the Popery Laws (Early 1760s)
- On the Present State of the Nation (1769)
- Thoughts on the Cause of the Present Discontents (1770)
- On American Taxation (1774)
- Conciliation with the Colonies (1775)
- A Letter to the Sheriffs of Bristol (1777)
- Reform of the Representation in the House of Commons (1782)
- Reflections on the Revolution in France (1790)
- Letter to a Member of the National Assembly (1791)
- An Appeal from the New to the Old Whigs (1791)
- Thoughts on French Affairs (1791)
- Remarks on the Policy of the Allies (1793)
- Thoughts and Details on Scarcity (1795)
- Letters on a Regicide Peace (1795–97)
- Letter to a Noble Lord (1796)

### 著作集
- Burke, Edmund and Selby, F. G. (1895) Burke's speeches on American taxation, on conciliation with America & letter to the sheriffs of Bristol . Macmillan, NCID BA13746407.
  - On conciliation with America security of the independence of Parliament on Mr. Fox's East India Bill, etc. Bickers & Son, "The writings & speeches of Edmund Burke ", volume 2, NCID BA76627548. (発行年不明)
  - Fourth letter on the proposals for peace ; To Charles James Fox on the American War ; The measures in the American Contest, etc.. Bickers & Son, "The writings & speeches of Edmund Burke", volume 6, NCID BA7662802X。(発行年不明)
- The writings and speeches of Edmund Burke, Vol.I-IX, Oxford.
- みすず書房〈著作集〉全3巻、1973年–1978年

### 日本語訳
邦訳出版年順
- An Appeal from the New to the Old Whigs (1791)、『新ウィッグから旧ウィッグへ』
  - エドマンド、ボルク 著、金子堅太郎抄 訳『政治論略』忠愛社、1881年10月。NDLJP:783349/1/21。、

- Reflections on the Revolution in France (1790)
  - エドマンド、ボルク 著、金子堅太郎抄 訳『政治論略』忠愛社、1881年10月。NDLJP:783349/1/21。
  - 半澤孝麿訳『フランス革命の省察』（みすず書房〈著作集3〉、1978年、新装単行版1989年・1997年ほか）
  - 鍋島能正訳『フランス革命論』（理想社、1967年）
  - 水田洋訳『フランス革命についての諸考察』（河出書房〈世界大思想全集 社会・宗教・科学思想篇11〉、1957年）
    - 改訳版（中央公論社〈世界の名著34〉、1969年／新版・中公クラシックス 全2巻、2003年）

  - 中野好之訳『フランス革命についての省察』（岩波文庫〈上・下〉、2000年）
  - 佐藤健志編訳『〈新訳〉フランス革命の省察 「保守主義の父」かく語りき』（PHP研究所〈新書版〉、2011年／PHP文庫（中野剛志解説）、2020年12月）
  - 二木麻里訳『フランス革命についての省察』（光文社古典新訳文庫、2020年8月）

- Thoughts on the Cause of the Present Discontents (1770)
  - 川村大膳訳『現代不満の原因に関する考察』（創元社、1948年）
  - 中野好之訳『現代の不満と原因』（みすず書房〈著作集1〉、1973年）、下記は改訳版

- Thoughts and Details on Scarcity (1795)
  - 永井義雄訳『穀物不足にかんする思索と詳論』（河出書房〈世界大思想全集〉、1957年）

- A Vindication of Natural Society (1756)
  - 水田珠枝訳『自然社会の擁護』（中央公論社〈世界の名著〉、1969年）
    - 新版（上記の中公クラシックス版 第2巻に収録）

- Burke's speeches on American taxation, on conciliation with America & letter to the sheriffs of Bristol 
  - 中野好之訳『アメリカ論 ブリストル演説』（みすず書房〈著作集2〉、1973年）、下記は改訳版

- A Philosophical Enquiry into the Origin of Our Ideas of the Sublime and Beautiful (1757)
  - 鍋島能正訳『崇高と美の起原』（理想社、1973年）
  - 中野好之訳『崇高と美の観念の起原』（みすず書房〈著作集1〉、1973年／新装版〈みすずライブラリー〉、1999年）
  - 大河内昌訳『崇高と美の起源』（研究社〈英国十八世紀文学叢書 4 ゴシック〉[37]、2012年／平凡社ライブラリー、2024年）

- 中野好之訳『バーク政治経済論集 保守主義の精神』（法政大学出版局、2000年）。オンデマンド版（2013年）
  - 短命な前内閣についての短い報告（一七六六年）
  - 現代の不満の原因を論ず（一七七〇年）
  - アメリカへの課税についての演説（一七七四年）
  - ブリストル到着ならびに投票終了に際しての演説（一七七四年）
  - 植民地との和解決議の提案についての演説（一七七五年）
  - ブリストルの執行官への手紙（一七七七年）
  - ブリストル市在住の紳士への手紙二通（一七七八年）
  - 経済改革演説（一七八〇年）
  - 議会任期の短縮法案についての演説（一七八〇年）
  - ブリストルの選挙に臨んでの演説（一七八〇年)
  - 投票拒否についてのブリストル演説（一七八〇年）
  - 下院代表の状態を調整する委員会についての演説（一七八二年）
  - フォックスのインド法案についての演説（一七八三年）
  - フランス国民議会議員への手紙（一七九一年）
  - 新ウィッグから旧ウィッグへの上訴（一七九一年）
  - フランスの国情についての考察（一七九一年）
  - サー・ハーキュリズ・ラングリッシへの手紙（一七九二年）
  - ユニテリアン協会の陳情についての演説（一七九二年）
  - 一貴族への手紙（一七九六年）
  - 国王弑逆の総裁政府との講和（一七九六年）

### 日本語訳未刊の主要著作
- 『イギリス史略』（1757年 - 1760年）
- 『アイルランド刑罰法』（1761年）